# Spogostylum punctipenne
Spogostylum punctipenne är en tvåvingeart som först beskrevs av Christian Rudolph Wilhelm Wiedemann 1821.  Spogostylum punctipenne ingår i släktet Spogostylum och familjen svävflugor. Inga underarter finns listade i Catalogue of Life.